# Eon (romanzo)
Eon è un romanzo di fantascienza di Greg Bear del 1985 che apre il ciclo omonimo composto da altri due libri, Sfida all'eternità (1988) e Contro evoluzione (1995).

## Trama
Le tensioni tra Stati Uniti d'America e Unione Sovietica subiscono un'impennata quando nel cielo compare un enorme asteroide che sembra in rotta di collisione con la Terra, ma che invece si ferma ad una certa distanza. Facilmente raggiungibile dalle astronavi terrestri, viene spedito sul masso un contingente di scienziati selezionati di diverse nazioni per compiere degli studi più approfonditi sull'oggetto.
Una volta giunti sul masso ci si rende conto che il meteorite, ora completamente disabitato, è stato convertito in una specie di astronave composta da sette grandi stanze con vari ecosistemi ricreati all'interno. Sulla Terra i Russi chiedono per quale motivo il contingente americano abbia posto alcuni limiti ai suoi scienziati, ma il loro malcontento non serve ad altro che a mascherare un'azione di forza per la conquista del masso, che loro chiamano "patata".
Nel frattempo Patricia, una giovane matematica, viene spedita sul masso per indagare su dati che non possono essere promulgati sulla Terra. Una volta arrivata scopre che l'intera struttura è stata costruita dagli esseri umani, ed è giunta a loro da un universo parallelo in cui, come viene trovato scritto in alcuni libri di storia nelle biblioteche del meteorite, Americani e Russi hanno fatto scoppiare una guerra nucleare lampo che ha decimato il genere umano. Fatto che purtroppo si verifica inaspettatamente anche nell'universo di Patricia, durante l'attacco dei Russi al masso. La donna, durante la sua permanenza scopre con i colleghi che la settima camera si estende potenzialmente all'infinito formando un corridoio verso l'eternità. Probabilmente è proprio da qui che gli esseri umani dell'universo parallelo sono scappati dal masso.
Mentre la Terra va incontro alla "Morte", sul masso i Russi perdono le battaglie contro gli scienziati, presenti in numero maggiore e si vedono costretti a porre fine alla guerra, anche grazie all'intervento di armi non convenzionali che riveleranno successivamente la presenza di esseri umani più evoluti, tornati dal corridoio.
Patricia viene rapita da un uomo e un alieno e viene portata attraverso il corridoio (chiamato da loro "La Strada") ad Axis City, un complesso di città mobili abitate dall'evoluzione degli esseri umani. Il rapimento, secondo i due visitatori, è soltanto a fini di studio, Patricia infatti rappresenta per loro una specie di antenata. Ad Axis City viene a sapere che la Strada si apre su un'infinità di universi paralleli e capisce che sfruttando una delle possibili aperture potrebbe riuscire a tornare sulla Terra di un universo parallelo in cui viene evitata la guerra nucleare.
Dopo diverse avventure Patricia riesce finalmente a scappare dal corridoio e giungere sulla Terra, ma in una dimensione dove è governata dall'evoluzione degli antichi Egizi, nella quale rimane intrappolata per tutta la vita.

## Edizioni
- Greg Bear, Eon, 1985.
- Greg Bear, Eon, traduzione di Gianluigi Zuddas, collana Cosmo Argento n° 182, Editrice Nord, 1987,  p. 492, ISBN 88-429-0184-9.
- Greg Bear, Eon, traduzione di Gianluigi Zuddas, collana Tascabili Nord n° 16, Editrice Nord, 1992,  p. 492, ISBN 88-429-0685-9.
- Greg Bear, Eon, traduzione di Gianluigi Zuddas, collana Cosmo Narrativa n° 113, Editrice Nord, 1998,  p. 492, ISBN 88-429-1039-2.